# Bruna Takahashi
Bruna Yumi Takahashi (São Paulo, 19 de julio de 2000) es una jugadora de tenis de mesa brasileña. Con tan solo 15 años participó en los Juegos Olímpicos de 2016. Se convirtió en una de las 20 mejores del mundo en mayo de 2022, siendo la primera brasileña en lograr esta hazaña.

## Carrera
Empezó muy temprano en el club japonés ACREPA en el barrio de Paulicéia en São Bernardo do Campo. Comenzó su entrenamiento con la ex atleta olímpica Monica Doti en ACREPA y luego comenzó a entrenar más veces a la semana en São Caetano do Sul, donde también entrenó con atletas de la selección brasileña como Gustavo Tsuboi, Hugo Calderano y Luca Kumahara. Salió recién en 2019, yendo al Sporting Clube de Portugal, donde permaneció dos años. Fue la primera brasileña en ganar un circuito de la ITTF en Europa (República Checa, 2015). 

### 2013-2016
En octubre de 2013, ganó el título del Campeonato Latinoamericano Sub-13 en individuales.
El 1 de noviembre de 2015 se convirtió en Campeona Mundial cadete, al ganar el título World Challenge en la categoría cadete, en Sharm El-Shwikh, Egipto.
Bruna Takahashi ganó el bronce en individuales y el oro en equipos en el Campeonato Latinoamericano de Tenis de Mesa 2016.

### Juegos Olímpicos de Verano de 2016
A los 15 años, representó a Brasil en los Juegos Olímpicos de 2016 en la competición por equipos de tenis de mesa femenino. Posteriormente, el equipo sería eliminado por China en la primera ronda. Takahashi perdió el segundo partido de individuales ante el campeona mundial Li Xiaoxia 3 juegos a 0 (8-11, 7-11, 1-11).

### 2017-2020
Participó por primera vez en el Campeonato Mundial de Tenis de Mesa de adultos en 2017, en individuales y dobles.
En el Campeonato Panamericano de Tenis de Mesa 2017 obtuvo cuatro medallas: bronce en individuales y dobles, y oro en dobles mixtos y por equipos. 
En marzo de 2018 ganó su mayor título individual al proclamarse campeona del Campeonato Latinoamericano de Tenis de Mesa.
En los Juegos Olímpicos de la Juventud 2018, en Buenos Aires, llegó a los cuartos de final del torneo individual, perdiendo solo ante la china Sun Yingsha, que terminó con la medalla de oro. Así, Takahashi terminó en 5to lugar.
A finales de 2018 llegó a las semifinales del Campeonato Panamericano de Tenis de Mesa 2018, obteniendo bronce en individuales. También ganó oro en la prueba por equipos. 
En los Juegos Panamericanos de 2019 en Lima, Takahashi fue cabeza de serie número 5 en individuales femeninos. Ganó cuatro medallas: bronce en individuales y dobles, y plata en dobles mixtos y por equipos.

### Juegos Olímpicos de Verano de 2020
También participó en el torneo de tenis de mesa en los Juegos Olímpicos de 2020, tanto en los equipos como en el torneo individual.

### 2021-2024
En mayo de 2022, se convirtió en una de las 20 mejores del mundo en el ranking mundial, siendo la primera brasileña en lograr esta hazaña.
En julio de 2022 alcanzó los cuartos de final del WTT Star Contender en Budapest, siendo la única no asiática en llegar a los cuartos de final del torneo.
Bruna Takahashi fue dos veces subcampeona del Campeonato Panamericano de Tenis de Mesa en individuales, en 2021 y 2023.
Ganó tres veces medalla de bronce en el WTT Contender en Lima 2022, Túnez 2023 y Río de Janeiro 2023, llegando a semifinales de los torneos. En Túnez, fue la única no asiática en llegar a la semifinal.
En los Juegos Panamericanos de 2023, Takahashi llegó a la final, y ante su mayor rival en América, la puertorriqueña Adriana Díaz, abrió 3 sets a 2, pero terminó llevándose la plata con un marcador de 3 a 4. También obtuvo la plata en dobles, dobles mixto y un bronce en Equipos.
Llegó a los octavos de final de los WTT Champions de Xinxiang 2023 y Incheon 2024.
En enero de 2024, Takahashi obtuvo uno de sus mayores títulos individuales al conquistar la Copa Panamericana. Con ello, también aseguró un lugar en la Copa del Mundo de Tenis de Mesa, celebrada en Macao, China, en abril.
En el Campeonato Mundial de Tenis de Mesa por Equipos de 2024, el equipo brasileño alcanzó los octavos de final del torneo por primera vez. Frente a Corea del Sur, Takahashi derrotó a Shin Yu-bin, número 8 del mundo, por 3 sets a 2, obtendo uma de suas maiores vitórias na carreira. 
En la Copa del Mundo de Tenis de Mesa 2024, celebrada en Macao, China, Takahashi fue elegida para jugar contra Joo Cheonhui (n.° 17 del mundo) y Sarah Hanffou (n.° 86 del mundo) en el grupo 15.  Takahashi venció a Sarah Hanffou por 3 sets a 1 y compitió por clasificarse para los octavos de final con Joo Cheonhui, donde necesitaba ganar para avanzar a la etapa. La coreana logró imponer su juego y se adelantó por 2 sets a 0, clasificándose para los octavos de final. Aun así, Takahashi empató el partido 2-2, sin embargo, quedó eliminada en la fase de grupos,  en su primera participación en una Copa del Mundo.
En el WTT Contender de 2024 en Río de Janeiro, logró repetir su resultado de 2023, alcanzando por cuarta vez las semifinales de un torneo de este tamaño.  También llegó a las semifinales de dobles, con su hermana Giulia Takahashi.

### Juegos Olímpicos de Verano de 2024
En los Juegos Olímpicos de Verano de 2024, ella y Vitor Ishiy fueron eliminados en su debut en dobles mixtos por 4 sets a 2. En el cuadro de individuales, ganó su primer partido en los Juegos Olímpicos, pero fue eliminada en segunda ronda por Lily Zhang por 4 sets a 2.

### 2024-2028
En el Grand Smash de China 2024, celebrado en Beijing, Takahashi se convirtió en el primer brasileño en alcanzar los octavos de final de este tipo de torneo. 
En el Campeonato Panamericano de Tenis de Mesa de 2024, fue subcampeona en individuales y dobles mixtos.
En la Copa del Mundo de Tenis de Mesa de 2025, celebrada en Macao, China, ganó dos partidos en la fase de grupos, alcanzando los octavos de final de este torneo por primera vez en su carrera, donde se enfrentó a la número 14 del mundo, Bernadette Szőcs, de Rumanía. Takahashi ganó el partido 4 sets a 0, convirtiéndose en la primera mujer brasileña en llegar a los cuartos de final de la Copa del Mundo, donde se enfrentó a la número 4 del mundo Chen Xingtong de China, perdiendo 4 sets a 1, en un partido reñido (8-11, 11-6, 11-13, 7-11, 7-11). Takahashi fue la única no asiática en llegar a los cuartos de final de este torneo. 
Poco después de la Copa del Mundo, Takahashi alcanzó el puesto número 16 del mundo, el mejor ranking de su carrera, convirtiéndose además en la mejor jugadora de tenis de mesa de América en ese momento. 
En el Campeonato Mundial de Tenis de Mesa de 2025, en la fase individual, ganó tres partidos y se convirtió en la primera brasileña de la historia en alcanzar los octavos de final del Mundial, donde se enfrentaría a la china Chen Xingtong, repitiendo el enfrentamiento del mes anterior en la Copa del Mundo. Takahashi ganó el primer set y, como en el partido anterior ante la china, ofreció una gran resistencia, pero volvió a caer eliminada por 4 a 1, ahora con parciales de 12-10, 7-11, 8-11, 7-11, 8-11. Ella y Calderano también participaron en los dobles mixtos, donde fueron eliminados en la segunda ronda por la pareja número 1 del mundo. 
En el WTT Star Contender de Liubliana, jugando en dobles mixtos junto a Calderano, derrotaron a la dupla número 3 del mundo, Chun Ting Wong y Hoi Kem Doo, de Hong Kong, y posteriormente a la dupla alemana Verdonschot/Schreiner y a la dupla hongkonesa Ng/Yiu para llegar a la final del torneo, donde se enfrentaron a la dupla surcoreana número 5 del mundo y cabeza de serie número 1 del torneo, compuesta por Lim Jong-Hoon y Shin Yu-Bin. La dupla brasileña fue derrotada por 3 sets a 0, finalizando así en el 2º lugar, con la medalla de plata.  En individuales, fue eliminada en octavos de final por el ex No. 1 del mundo Zhu Yuling por una puntuación de 3. sets a 1, después de haber vencido a la china Fan Shuhan en la segunda ronda por 3 sets a 0. 
En el WTT Contender de Buenos Aires, no tuvo un buen desempeño en individuales, perdiendo 3-2 en su debut. Sin embargo, en dobles mixtos, alcanzó la final de un WTT Contender por primera vez en su carrera y ganó su primer título junto a Hugo Calderano. 

## Mejores resultados por tipo de torneo

### Individuales
Su mejor ranking en individuales fue el N°16 del mundo, obtenido el 22 de abril de 2025.
- Campeonato Latinoamericano de Tenis de Mesa: Campeona (2018)[10]
- Campeonato Panamericano de Tenis de Mesa: Subcampeona (2019, 2021, 2023)[18]
- Juegos Panamericanos: Subcampeona (2023)[21]
- WTT Contender: Medalla de bronce (Lima 2022, Túnez 2023, Río 2023, Río 2024)[20][32]
- WTT Star Contender: Cuartos de final (Budapest 2022)  [17]
- WTT Champions: Octavos de final (Xinxiang 2023, Incheon 2024) [26][27]
- Grand Smash: Octavos de final (Pekín 2024) [56]
- Copa del Mundo de Tenis de Mesa: Cuartos de final (Macao 2025) [31]
- Campeonato Mundial de Tenis de Mesa: Octavos de final (Doha 2025) [45]
- Juegos Olímpicos: Segunda ronda (París 2024) [35]

### Dobles
- Campeonato Panamericano de Tenis de Mesa: Medalla de bronce (2017, 2023) [57][18]
- Juegos Panamericanos: Subcampeona (2023) [58]
- WTT Contender: Medalla de bronce (Río 2024) [33]
- Campeonato Mundial de Tenis de Mesa: Segunda ronda (Budapest 2019, Durban 2023)  [59][60]

### Dobles mixtos
Jugando con Hugo Calderano, alcanzó el número 10 del mundo en esta modalidad en 2025.
- Campeonato Panamericano de Tenis de Mesa: Campeona (2017, 2021, 2022) [62]
- Juegos Panamericanos: Subcampeona (2019, 2023)  [63]
- WTT Contender: Campeona (Buenos Aires 2025) [54]
- WTT Star Contender: Subcampeona (Liubliana 2025) [64]
- Grand Smash: Cuartos de final (Malmö 2025) [65]
- Campeonato Mundial de Tenis de Mesa: Segunda ronda (Durban 2023, Doha 2025) [66]

### Equipo
La selección brasileña fue la décima mejor del mundo en marzo de 2024, cuando entró por primera vez en el top 10 del ranking mundial. 
- Campeonato Panamericano de Tenis de Mesa: Campeona (2017, 2018, 2021, 2022) [69]
- Juegos Panamericanos: Subcampeona (2019) [70]
- Campeonato Mundial de Tenis de Mesa: Octavos de final (Busan 2024) [29]
- Juegos Olímpicos: Octavos de final (Río 2016, Tokio 2020) [71]